# レジーナ (ディノクライシス)
レジーナ（Regina）は、カプコンのテレビゲーム『ディノクライシス』シリーズに登場する架空の人物。

## 概要
『ディノクライシス』（以下『ディノ1』と表記）本編の主人公である女性。続編の『ディノクライシス2』（以下『ディノ2』と表記）でも主人公を続投している。
『ディノ1』では、非公式な指令を専門にこなす某国の政府直属特殊工作チームに所属するエリート工作員。『ディノ2』では、上述の特殊工作チームの名称がS.O.R.T（Secret Operation Raid Team）だったという事になっており、カーク博士奪還作戦の活躍が認められたS.O.R.T隊員のレジーナは、エドワード・シティ救出作戦に特別参加する事になった。
まだ若く、女性には珍しい実働部隊に所属する工作員でありながら、すでに少なくない数のミッションを経験した潜入作戦のエキスパート。特に短期間の潜入作戦に手腕を発揮するタイプで、身の軽さを活かし、これまでに参加した多数の作戦を全て成功に導いてきた。
作戦行動中は、指令から逸脱しない限り自らの判断で行動する事を好み、単独で遂行する任務を好む傾向がある。
『ディノ2』の初期段階のシナリオでは、レジーナにS.O.R.Tの先輩で恋人のアレックスというキャラクターがいた。彼はどんな局面でもレジーナにキスをしたがるという設定で、ラストシーンも彼とレジーナのキスで締められるはずだったが、いつの間にか消えてしまい、本編に登場する事は無かった。

### 性格
クールな性格で、『ディノ1』ではプテラノドンを見て驚くリックに「だから言ったでしょ。」と言い放つ程で、ゲームの進行とともにそのクールぶりは拍車がかかっていった。ズタズタにされた死体を見て言った「……お気の毒」という台詞は、『ディノ1』開発チーム内からあまりにクール過ぎるという声もあったほどである。
『ディノ2』では皮肉屋な面を覗かせており、マチェットを振るうディランに対し「ミスター・野蛮人」と呼び、重機関砲で恐竜を撃退した彼を「ゲームセンターで鍛えたのかしら？」と皮肉めいた褒め方をする。これらの軽口は、反射的に飛び出した言葉以上の意味と感情は込められておらず、連続する緊張から自分や仲間の精神状態をニュートラルに戻すための儀式なのである。『ディノ2』開発中の無修正のレジーナはかなり飛ばしたキャラクターで、スタッフの間では『このセリフがイヤです』という意見も多発し、彼女のクールさが行き過ぎてヤな女の領域にならないよう調整が行われた。
ある種頑固で一度こうと決めたら譲らない性格だが、特殊工作チームメンバーからの信頼は厚い。『ディノ1』では、リックかゲイルどちらかの提案に決めた後は途中から変更する事はない。

### 能力
自らを厳しく律する事を常態とし、非番に限らず空いた時間のほとんどを自主的なトレーニングに当てている。十分な鍛錬が施された肉体は特殊工作チームの男性隊員に勝るとも劣らぬ程タフで、身体能力は極めて高い。力に関してはシリーズを通して恐竜相手に苦戦を強いられているレジーナだが、対人戦においてはその高い運動能力を発揮している。『ディノ1』ではED2でゲイルを鳩尾への正拳突きにより一撃で気絶させ、ED3では地下ヘリポートで逃げようとしていたカーク博士を右ハイキックで一撃で昏倒させた。『ディノ2』では、謎の生存者から奇襲を受けたにもかかわらず、爆発物を仕込んだ円盤を避けきり、橋から落ちそうになったポーラを難なく引き上げ、その後逃げようとしている彼女を容易く拘束している。
拳銃などの銃火器のエキスパートで自分が扱いやすいように改造する事を趣味としており、上述のように自由時間を調練に割り当てている為、これ以外の趣味を特に持っていない。レジーナの特筆すべきは作戦行動中における適応力で、現地にある資材を組み合わせて手持ちの銃器をより強力なものに改造するなど、軽装での潜入を可能とする高度な生存技術は特殊工作チームでも右に出る者はいない。
ゲーム中では、発射時の反動の大きい武器は扱えないが、それを補ってあまりある敏捷な身のこなしをしている。
敏捷な身のこなし、どんな状況にも動じない冷静な判断力がレジーナの最大の武器である。しかし『ディノ1』では、恐竜への有効な対処法が分からず、苦渋を飲まされる事が多かった。ヴェロキラプトルに初遭遇した際には動揺を抑えられず、恐竜の存在に半信半疑だったリックに通信で声を上げた。また研究室でヴェロキラプトルの不意打ちにあった時は肝を潰し、ゲイルに「この島は狂っているわ。みんな食い殺されている。」と話した。
博士のIDカードを所持しておらず、サードエナジー稼働準備を行えなかった時には、珍しく感情を爆発させ、機材に拳を叩きつけて、そのまま興奮冷めやらぬ状態で不用心にもカーク博士を追いかけると、彼から通路で待ち伏せを食らってしまった。他にも一般兵器庫で、DDKディスクに気を取られ死体に不用意に近づき、死角からテリジノサウルスの奇襲を受けるなどスパイとして無様な姿を晒す事もあった。

### 経歴
レジーナという名前はコードネームで、素性は明らかにされていない。『ディノ2』の開発スタッフによれば、レジーナは情報機関のエージェント、つまりはスパイ。ジェームズ・ボンド級にでもならない限り、スパイは名乗らないので、レジーナの本名は不明なのだと言う。
配属以前の経歴は一切不明であり、レジーナがこの過酷で危険な世界を志した経緯を知る手掛かりはない。また、自らの主張を声高に上げる事がまずない性格で、自身の事について語る事が極端に少ない為、レジーナがこの世界に入る事になった理由について知るものはいない。
『ディノ1』の開発裏設定によれば、レジーナがエージェントになった経緯は、情報部のほんの一握りの人間しか知らないという。

## 外見

### 顔
『ディノ1』のレジーナの顔には2パターンあり、海外版は元のムービー版そのままで、国内版はレイゼンビー譲二が製作している。

### 髪色
レジーナの頭髪は、炎のように情熱的で真っ赤な色に染められている。彼女は、髪の毛を染める事についてだけは任務に支障がない限り変えようとしない。
燃えるような色彩をしたこの赤い髪は潜入工作員には不似合いだが、レジーナはたてがみの如く誇っている。これはすなわち、敵地に潜入したなら、ためらいなく信じる道を突き進むタフでクールな彼女の不退転の決意を表している。

### 衣装

#### 通常衣装
グレーのアームカバーとグレーのノースリーブ全身タイツを着用してその上に、胸部から鼠径部にかけて白い縦ラインが2本入ったハイレグの黒いボディースーツを着ている。ボディスーツは腰に白いベルトが付いており、上半身と下半身が分かれるセパレートタイプで、下半身の黒いパンツはバトルタイプでも着用している。
黒いロングブーツを履いている。
アンダーウェアがシースルーになっており、露出度はかなり高い。
左腕に通信装置を装備しており、相手が喋っている時は緑色に、自分が喋っている時には赤色に点滅する。着信音が鳴ってしまう為、ディノ1のルートの一つでは身を潜めていた所をカーク博士に着信音を聞かれてしまい、銃を向けられピンチに陥る場面がある。
『ディノ1』では、右足にはオレンジのホルスター、腰にはオレンジのポーチを付けている。ディノ2では、右足に茶色のホルスター、左腰に黒いホルスターを付けている。
『ディノ1』で、この衣装はスパイタイプ（SPY TYPE）と表記される。
衣装の着想は、デザイナーによれば映画『SPAWN』に登場する女戦士ジェシカ・プリーストからヒントを得たものである。

##### 初期デザイン
初期の頃から銃器との関係が決まっており、常に武器を携行した状態でデザインが起こされた。常に鍛えているという肉体の美しいラインが現われるボンデージ風の衣装についても、初期から決定していた。

#### 隠しコスチューム
アーミータイプ
上半身は、頭に緑のヘアバンドを付け、胸元から認識票をぶら下げ、緑のシャツを着ている。下半身は迷彩模様のショートパンツを穿いた機動力重視の服装。他の衣装の時より髪が少し短くなっている。
バトルタイプ
スパイタイプのボディスーツの上半身部分を外し、その上から、左肩、右肘、両脚に黒いプロテクターをはめ、コルセット風の赤い上着を着用している。
エンシャントタイプ
顔や両腕に魔除けの印としてペインティングが施され、胸元にはドクロの首飾りを付け、ヒョウの毛皮のミニワンピースを着た原始人スタイルの衣装。パンツは黒。
この衣装を選ぶと、ハンドガンやショットガンが骨製になったり、サイトがカエルに、ストックが蛇に、グレネードガンが魚になるなど、武器のデザインが変わる。

#### その他
- 『ディノ1』で、コンテニューを一度も行わずに、ゲームをクリアするとエンディングの後にレジーナのCGが表示される[17]。その時の衣装は、上半身は赤いシャツの上から黒いジャケットを羽織り、下半身はタイトなレディースパンツを穿いている。
- 『ディノ2』で、本編をクリアすると、スタッフロールの後にリザルト画面が表示され、2回目のクリア時にはレジーナのイラストが表示される[18]。この一枚絵はレジーナの立ち絵が2パターンありランダムでどちらかが選ばれる[19]。手前に立っているパターンでは赤いネグリジェを着ており、カーテンの向こう側に立っているパターンでは黒いキャミソールと黒いミニスカートを着て茶色のブーツを履いている。
- 『ディノ2』発売時にカプコンより関係各所に配られた、前田縞作のオフィシャル暑中見舞いのはがきには、麦わら帽子に白いワンピースのレジーナが描かれている[20][21]。
- 2000年のカプコンファンクラブ暑中見舞いには、黄色いハイレグ水着を着たレジーナが描かれている[22]。

## 劇中の活躍

### ディノクライシス
2014年、死亡したはずのエドワード・カーク博士の所在を突き止めた某国は、ボルジニア共和国アイビス島に特殊工作チームを送り込んだ。チームの一員として、リック、ゲイル、クーパー達と共に島にパラシュートで着陸したレジーナ。

### ディノクライシス2
2015年、一年前の惨劇を経ても、権力者達はサードエナジーを手放そうとせず、政府は研究開発都市エドワード・シティを建設し、大量の人員を投入して、このエネルギー源を制御する術を見つけようとしていた。しかし、前回の規模を遥かにしのぐ暴走事故により、エドワード・シティは居住エリアまでも含んだ全域が消滅し、代わりにその一帯は恐竜の棲息する巨大な密林が出現した。別の時代に飛ばされてしまった軍属・研究スタッフ、その家族総勢1300余名の保護と貴重な研究データ回収のため、政府はTRATを送り込んだ。カーク博士奪還作戦で奇跡の生還を果たしたレジーナはその実績を買われ、政府からの特別要請により、TRATに協力する形で作戦に参加する事になる。

## その他の関連作品
- バイオハザード3 LAST ESCAPE
  - ヘビーモードをランクC以上でクリアすると、ブティックにレジーナの衣装が追加される。ブティックの鍵を使い着替えると、主人公のジル・バレンタインがレジーナの姿になる。また、本作には『ディノクライシス』のプロモーション映像が収録されている。
- NAMCO x CAPCOM
  - 『ガンサバイバー4 バイオハザード HEROES NEVER DIE』の主人公ブルース・マッギャヴァンとタッグを組んで登場する。声優は田中敦子[23]。
- SNK VS. CAPCOM カードファイターズDS
  - カプコン側のキャラクターとして、レジーナのカードが収録されている[24]。
- デッドライジング3
  - DLC「Super Ultra Dead Rising 3 Arcade Remix Hyper Edition EX Plus Alpha」では、『デッドライジング』シリーズの登場人物が歴代カプコンキャラクター達の衣装を身につけゾンビと戦うという内容で、アニー・グリーンはレジーナの格好になる事が出来る[25]。
- 逆転裁判 〜その「真実」、異議あり!〜
  - Season2第10話 - 第12話「逆転特急、北へ」でレジーナを元にしたキャラクター、レジーナ・ロコモティが登場する。